# Antoni Paduch
Antoni Paduch (9. června 1868 Brzostowa Góra – říjen 1942 Brody) byl rakouský politik polské národnosti z Haliče, na počátku 20. století poslanec Říšské rady.

## Biografie
Pocházel z rolnické rodiny. Ukončil základní školu a sloužil v rakousko-uherské armádě, kde dosáhl poddůstojnickou hodnost. Pak se vrátil do domovské obce a převzal správu hospodářství. Byl veřejně a politicky aktivní. Byl členem okresního výboru Sokola a záložny. Roku 1895 byl zvolen na Haličský zemský sněm za Polskou lidovou stranu.
Působil také coby poslanec Říšské rady (celostátního parlamentu Předlitavska), kam usedl ve volbách do Říšské rady roku 1907, konaných poprvé podle všeobecného a rovného volebního práva. Byl zvolen za obvod Halič 46. V době svého působení v parlamentu se uvádí jako zemědělec v obci Brzostowa Góra.
Byl členem Polské lidové strany. Od roku 1907 do roku 1910 zasedal v předsednictvu strany. Po volbách roku 1907 byl na Říšské radě členem poslaneckého Polského klubu, v průběhu volebního období se stal nezařazeným poslancem. V roce 1910 čelil aféře, protože byl podezřelý, že za peníze zařizoval výčepnické koncese. Vystoupil následně z Polské lidové strany a přestoupil do Národně demokratické strany, která byla ideologicky napojena na politický směr Endecja. Ve volbách do Říšské rady roku 1911 se neúspěšně pokusil obhájit poslanecký mandát.
Po první světové válce si v rámci pozemkové parcelace koupil hospodářství poblíž města Brody.